# SN 2006kv
SN 2006kv – supernowa typu II odkryta 16 października 2006 roku w galaktyce A000306+0054. W momencie odkrycia miała maksymalną jasność 19,50m.